# Acrosomoides
Acrosomoides là một chi nhện trong họ Araneidae.